# 香港司法機構

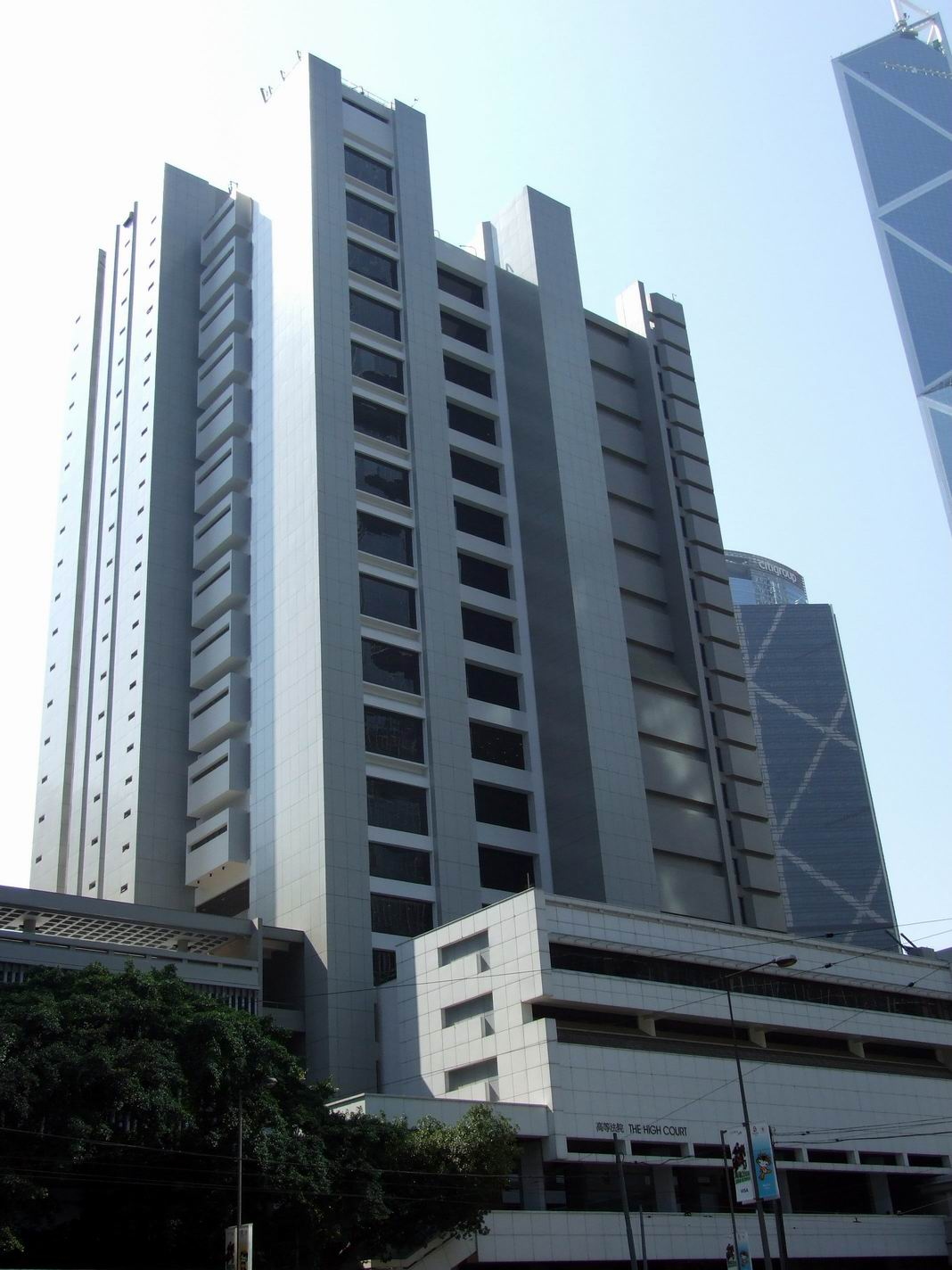
高等法院庁舎

司法機構 (しほうきこう、英語: Judiciary) は、香港特別行政区の司法府である。終審法院以下、各種法院（裁判所）によって構成される。司法機構の長は終審法院首席法官で、返還後は李國能が務めている。なお、司法機構政務処（事務部門）は高等法院ビルの地下に設けられている。
なお、本文では組織名称に中国語原文を用いる。「法院」は裁判所、「法官」は裁判官を指す。

## 法院および法廷
香港では、終審法院、高等法院、区域法院が一つだけ設置されている。裁判は三審制であるが、第一審は高裁に相当する高等法院でも行われている。このほか、裁判法院(刑事裁判所)や各種審裁・仲裁処（簡易裁判所に相当する）もある。日本に比べると、やや複雑である。
- 終審法院（英: Court of Final Apeal）：最高裁判所に相当。長の終審法院首席法官は、香港の司法機構の長でもある。上訴・上告のみを扱い、香港の法律を解釈することができる。ただし、香港の憲法性法律と言われる香港基本法の解釈権は全国人民代表大会常務委員会（中央の議会）にあり、終審法院にない。1997年の香港返還後に設置される以前は、イギリス本国の枢密院司法委員会が香港の最終審を担っていた。
- 高等法院（英: High Court）：高等裁判所に相当。だが、原訟法廷と上訴法廷が設けられている。返還前は「最高法院（英: Supreme Court）」であったが、終審法院の設置により格下げされた。
  - 原訟法廷：香港で最高レベルの第一審法廷。返還前は「原訟法院」であった。
  - 上訴法廷：他の下級裁判所からの上告・上訴を扱う。返還前は「上訴法院」であった。
- 区域法院（英: District Court）：地方裁判所に相当。民事の第一審および、比較的重大な刑事の第一審を行う。英文名称は「Discrict Court」だが、行政上の区（英: Discrict）とは全く対応していない。返還前は「地方法院」であった。
  - 家事法廷：日本の家庭裁判所に相当する機能を担う。
- 裁判法院（英: Magisrates' Court）：刑事裁判所。ほとんどの刑事事件の第一審を行う。重大な事件の場合は、区域法院や高等法院原訟法廷に案件を移管する場合もある。現在、7つの裁判法院が設けられている。これも、行政上の区と対応していない。なお、裁判法院の裁判官（英: Magisrate、治安判事）は、中国語でも「裁判官」と表記される。
  - 少年法廷：未成年の事件を扱う刑事法廷。
- 土地審裁処：土地紛争に関わる審理を行う。賠償額に上限はない。
- 労資審裁処：労使紛争にかかわる審理を行う。
- 小額錢債審裁処：簡易裁判所に相当。5万香港ドル以下の民事裁判を扱う。弁護士を代理人に立てることはできない。案件によっては、他の法院や審裁処に移管することもある。
- 淫褻物品審裁処：猥褻な出版物など（テレビ番組や映画を含む）に関する審理を行う。1987年に設立された。「裁判官」と、終審法院首席法官が民間から任命した審裁委員が審理を行う。
- 死因裁判法庭：律政司（行政府の司法部門、法務省や司法省に相当）から送付された不審な死亡に関して、死因裁判官と陪審員が審理を行う。自然死、事故死、不運な死（事故死のうち、特定の者に責任がないケース）、他殺に分類される。

## 法官（裁判官）の任命
終審法院首席法官と高等法院首席法官は、行政長官が指名し、立法会の承認を経て、全人代常務委員会によって任命される。この両首席法官は、外国の永住権を持たない中国公民でなければならない。
そのほかの法官は、法官と司法関係の学識経験者による独立委員会によって推薦され、行政長官が任命する。普通法を採用する外国から任用することができる。

## 陪審員制度
香港では、陪審団（陪審員）制度が導入されている。陪審団には21歳以上65歳未満の香港住民の中から抽選で選ばれる。選抜などの事務は高等法院司法常務官が担う。選ばれた場合は、正当な理由があると認められない限り拒否できない。また、無断欠席も同様である。雇用者は従業員の陪審団への参加を妨害できず、違反した場合は最高25000香港ドルの罰金および3ヶ月の懲役刑に処される。